# Давид II (король Шотландії)
Давид II (5 березня 1324 — 22 лютого 1371) — король Шотландії у 1329–1371 роках, останній король з династії Брюсів.

## Життєпис

### Молоді роки
Походив з династії Брюсів. Син Роберта I, короля Шотландії, та Єлизавети де Бург. Його мати померла у 1327 році. У 1328 році Давид у відповідності до Нортгемптонської угоди одружився з Джоан, донькою Едуарда II, короля Англії.
Коли 1329 року помер батько, Давид був досить малим. Владу перебрали впливові феодали. Спочатку регентом був Томас Рендольф, граф Морей (до 1332 року). Потім Дональд Мормер, граф Мар. Утім, Мормер 1332 року в битві при Дапплін-Мурі був розбитий Едуардом Балліолом, претендентом на трон, що змусило Давида II втікати на північ. Новим регентом став Ендрю Мюррей, граф Босвел, який у грудні того ж року зумів відновити владу короля, вигнавши Балліола. Але 1333 року Босвел потрапив у полон до англійців, і новим регентом став Арчибальд Дуглас.
19 липня 1333 року армія на чолі з Дугласом зазнала поразки при Галідон-Гіллі, в результаті чого армія Едуарда III, короля Англії, захопила Шотландію, а король Давид II утік до Франції. Тут отримав від короля Філіпа VI замок Шато-Гаяр та гарне утримання. У вигнанні король Шотландії перебував до 1341 року, коли його прихильники змогли вигнати англійські війська з території Шотландії. Того ж року Давид II повернувся до Шотландії.

### Боротьба з Англією та полон
У 1346 році у відповідності до союзу з Францією король Шотландії розпочав війну проти Англії. Після перших незначних успіхів шотландська армія було розбита у битві при Невілл Кросс 17 жовтня того ж року. Король потрапив у полон. Незабаром його запроторено до Тауеру. Лише у 1357 році, після тривалих перемовин, було укладено угоду між регентською радою Шотландії та Едуардом III, королем Англії. Давида II було звільнено на викуп у 100 тисяч срібних марок.

### Зміцнення королівства
Після повернення на батьківщину Давид II намагався поліпшити економічне становище країни та зміцнити королівську владу. Втім у 1363 році Шотландія опинилася на межі банкрутства, була не здатна сплатити залишок викупу за короля. Тому Давид розпочав перемовини з Едуардом III щодо заповіту королівства одному з синів англійського короля. Проте у 1364 році парламент Шотландії відкинув цю ідею. Давид II продовжував перемовини, значно затягуючи їх з метою виграти час.
Разом з дипломатичною боротьбою з Англією Давиду II доводилося час від час придушувати заколоти шотландських баронів (1362, 1364, 1369 років), які не бажали посилення королівської влади.
У 1366 році парламент передав у розпорядження короля всі доходи від митних зборів, попередньо підвищивши їх у 4 рази, водночас було повернуто до королівського домену маєтності, які раніше було передані магнатам. Екстраординарні податки до кінця правління Давида II стали фактично постійними, перетворившись на щорічний податок на прибуток. Велику роль у зборі коштів на сплату викупу зіграли королівські міста Шотландії, що призвело до зростання їхнього значення в політичній системі країни і визнання міської буржуазії третім станом парламенту. Встановлення миру з сусідами дало поштовх до розвитку шотландської торгівлі.
Внаслідок Давиду II вдалося консолідувати у своїх руках фінансові ресурси, що за розміром не мали прецеденту в середньовічній Шотландії: доходи короля доходили до 15—20 тисяч фунтів стерлінгів на рік.
Водночас дипломатична майстерність короля дозволила сплатити лише 45 тисяч марок із суми свого викупу.
Втім завершити справу зміцнення держави Давидові II не вдалося — 22 лютого 1371 року він несподівано помер у замку Единбург.